# Efferia azteci
Efferia azteci là một loài ruồi trong họ Asilidae. Efferia azteci được Wilcox miêu tả năm 1966. Loài này phân bố ở vùng Tân Bắc giới.